# Vit kattost
Vit kattost (Malva pusilla) är en malvaväxtart som beskrevs av James Edward Smith. Vit kattost ingår i Malvasläktet som ingår i familjen malvaväxter. Inga underarter finns listade i Catalogue of Life.
Vit Kattost är ett gammalt ogräs, och har tidigare varit vanligt ogräs, särskilt vanligt på sopstackar, vid ladugårdar och svinstior. Genom ändrad djurhållning och minskad användning av naturgödsel har arten gått tillbaka under 1900-talet, den klassades 2015 i Sverige som Sårbar (VU).

## Bildgalleri

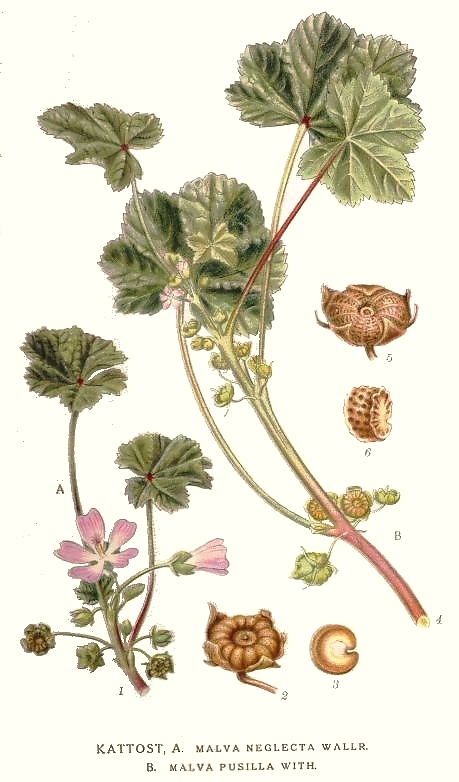
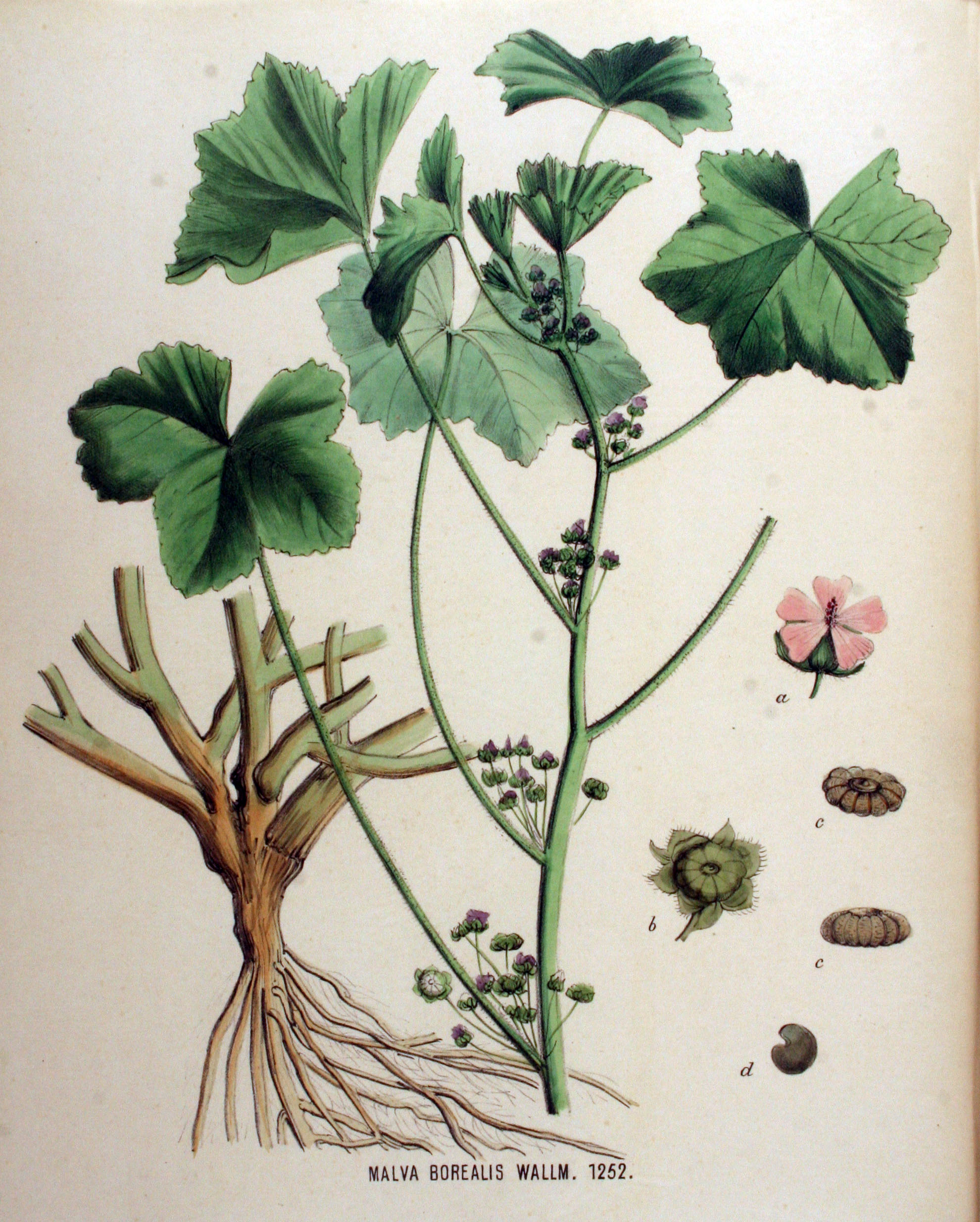
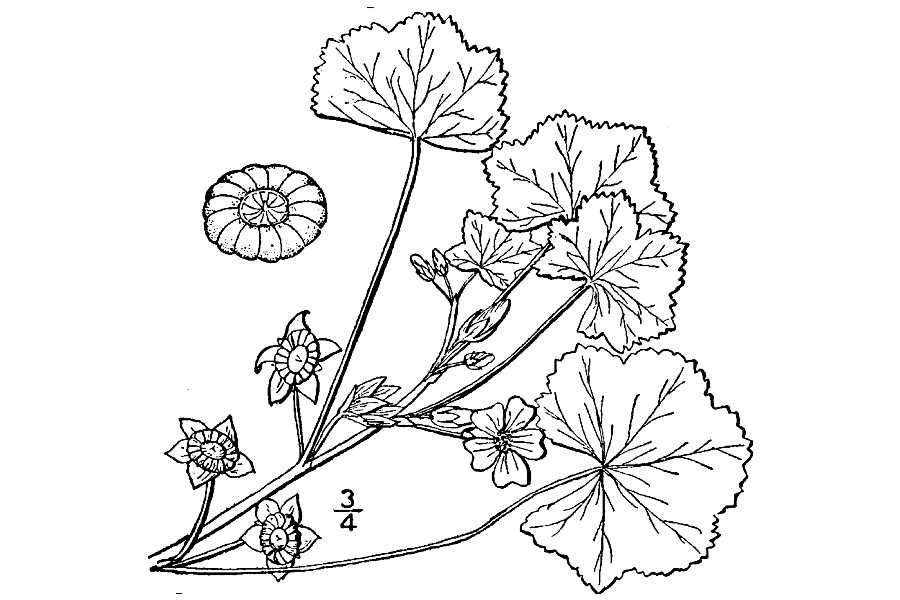